# (7540) 1997 AK21
A (7540) 1997 AK21 a Naprendszer kisbolygóövében található aszteroida. Ueda Szeidzsi és Hiroshi Kaneda fedezte fel 1997. január 9-én.